# Corrasion

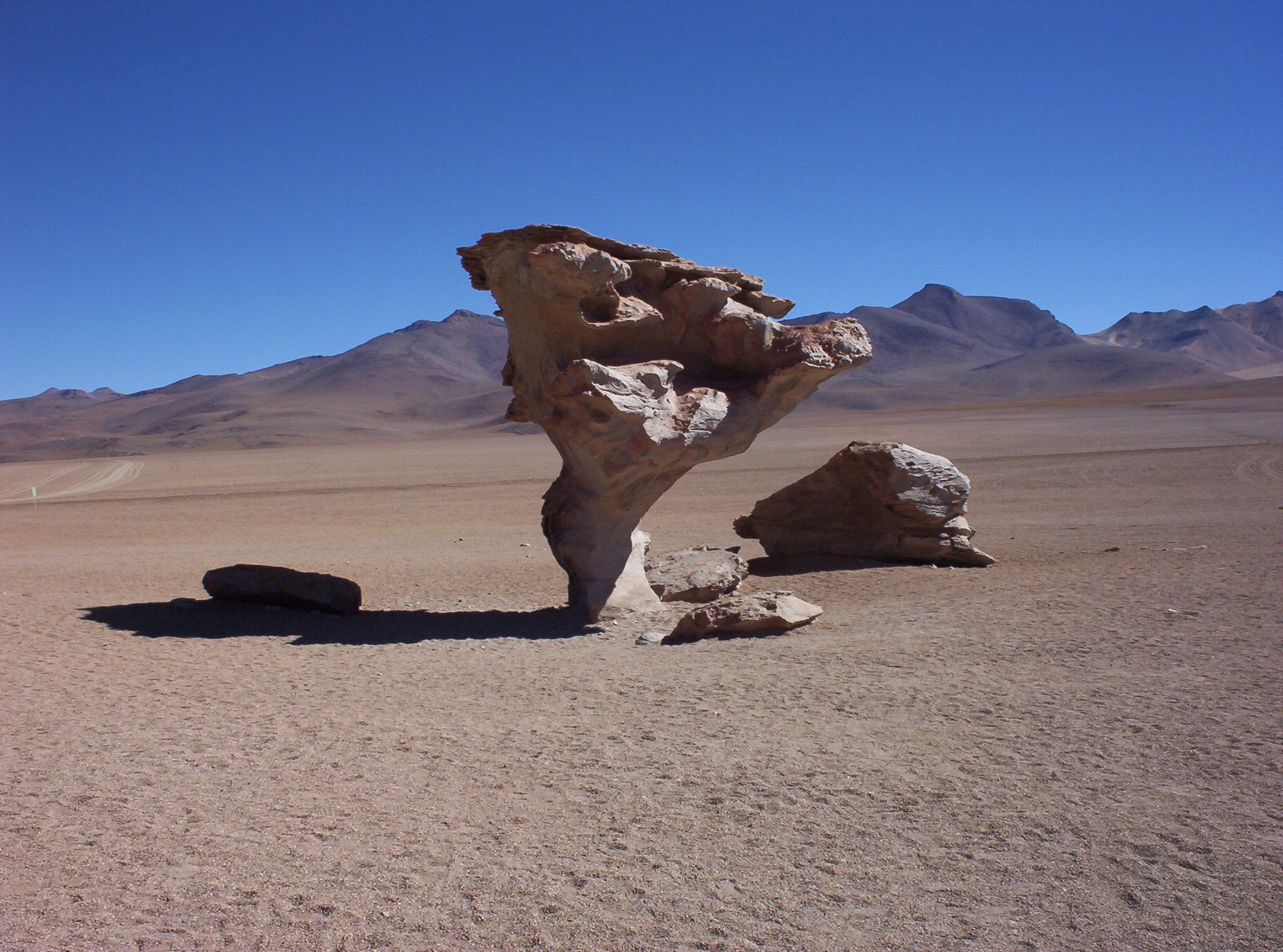
Árbol de Piedra, un rocher-champignon sculpté par le phénomène de corrasion, sur l'altiplano bolivien.

La corrasion est un type d'érosion éolienne qui correspond à un façonnage des roches par des grains de sable (quartz en particulier) transportés par le vent.
La surface des roches est alors luisante et présente un aspect gras, mais mate au microscope.
Sur des roches dont les couches sont de duretés différentes il y a une érosion différentielle pouvant produire des alvéoles, trous, cannelures et rochers-champignons.
La corrasion des cailloux peut produire des faces planes : tétraèdres avec une base et trois faces exposées aux vents ; plus rarement des dreikanters (une base et deux faces oblongues).